# Stranger in Us All
Stranger in Us All è l'ottavo e, per ora, ultimo album in studio dei Rainbow. L'album è registrato dopo la seconda fuoriuscita di Ritchie Blackmore dai Deep Purple, e la formazione è completamente rinnovata rispetto a quella che incise Bent Out of Shape, ultimo album in studio fino a quel periodo.

## Tracce
La canzone "Still I'm Sad", cover degli Yardbirds, era già stata proposta negli album "Ritchie Blackmore's Rainbow" e "On Stage".
1. Wolf to the Moon – 4:16 – (Doogie White, Ritchie Blackmore, Candice Night)
2. Cold Hearted Woman  – 4:31 – (Doogie White, Ritchie Blackmore)
3. Hunting Humans (Insatiable) – 5:45 – (Doogie White, Ritchie Blackmore)
4. Stand and Fight – 5:22 – (Doogie White, Ritchie Blackmore)
5. Ariel – 5:39 – (Ritchie Blackmore, Candice Night)
6. Too Late for Tears – 4:50 – (Doogie White, Ritchie Blackmore, Pat Regan)
7. Black Masquerade – 5:35 – (Doogie White, Ritchie Blackmore, Paul Morris, Candice Night)
8. Silence – 4:04 – (Doogie White, Ritchie Blackmore)
9. Hall of the Mountain King – 5:34 – (Ritchie Blackmore, Candice Night)
10. Still I'm Sad – 5:22 – (Paul Samwell-Smith, Jim McCarty)

## Formazione
- Ritchie Blackmore - chitarra
- Doogie White - voce
- John O'Reilly - batteria
- Greg Smith - basso
- Paul Morris - tastiere